# Kościół św. Michała Archanioła w Lublinie (dzielnica Bronowice)
Kościół pod wezwaniem św. Michała Archanioła w Lublinie (Ave) – rzymskokatolicka świątynia wzniesiona w Lublinie w latach 30. XX wieku w obecnej dzielnicy Bronowice przy ulicy Fabrycznej. 

## Historia kościoła
Grunt pod budowę kościoła został zakupiony od Henryka Sachsa jeszcze w 1915 roku. Darowizną ze strony Sachsa był natomiast dwór (który zachował się do dzisiaj) gdzie początkowo mieściła się plebania (do 1974 roku). Pierwotnie na terenie dzisiejszego kościoła stał drewniany XVIII-wieczny kościółek (zakupiony w 1916 roku), który później przeniesiono do Kazimierzówki. Autorem projektu nowej świątyni był znany architekt warszawski i profesor politechniki warszawskiej Oskar Sosnowski, twórca m.in. Kościoła Niepokalanego Poczęcia Najświętszej Maryi Panny w Warszawie i Kościoła św. Rocha w Białymstoku. Projekt wykonany w 1929 roku został zatwierdzony przez władze kościelne i budowa ruszyła w 1930. Całość prac nadzorował lubelski architekt Ignacy Kędzierski. Budowę ukończono po ośmiu latach i 5 czerwca 1938 kościół został (w stanie surowym) konsekrowany przez biskupa Mariana Fulmana. 
Nie zrealizowano całego projektu Sosnowskiego – zrezygnowano z budowy atrium z kaplicą pogrzebową. Podczas okupacji kościół został zamieniony przez okupanta w magazyn zbożowy i stajnie, wiernym pozwolono jednak gromadzić się na liturgie w prezbiterium. Kościół przetrwał wojnę. W latach 1944–1947 był remontowany po zniszczeniach wojennych, ceglane ściany zyskały wtedy tynki, a wnętrze ławki, konfesjonały i drogę krzyżową. 28 września 1947 roku ówczesny biskup lubelski Stefan Wyszyński poświęcił istniejący do dziś ołtarz główny. Przez cały niemal okres swojego funkcjonowania kościół był remontowany i wykańczany. Oprócz wspomnianego remontu z lat 1944–1947, w latach 1971–1974 został wybudowany nowy dom parafialny (pamiątka 50-lecia istnienia parafii), w latach 1978–1980 przeprowadzono remont, w czasie którego położono obecny, miedziany dach, w latach 2005–2007 wyremontowano dzwonnicę (niszczejącą od rezonansu dzwonów), w latach 2007–2008 odrestaurowano organy (remont generalny).

## Opis
W bryle kościoła można zauważyć wiele elementów zbieżnych z wcześniejszymi projektami Sosnowskiego, są to jednak nawiązania odległe i nie negujące oryginalności całego projektu. Budynek kościoła jest utrzymany w stylu modernizmu z elementami neogotyku i neoromanizmu. Konstrukcja kościoła jest żelbetowa (wieża) i ceglana (ściany). Ogólnie jest to dość unikatowa konstrukcja o oryginalnym wyglądzie, bardzo różniącym się od budowanych ówcześnie kościołów w stylu neogotyckim. Podczas jego budowy wykorzystano najnowsze osiągnięcia technologii budowlanej, jak np. szybkowiążący cement. Ołtarz główny (fundacja M. i W. Kucharskich) i posadzka są marmurowe z 1947 roku. 
Jest to trójnawowa bazylika z transeptem i wieżą (dzwonnicą) na skrzyżowaniu naw. Wieża ma dwa tarasy – nad wyższym zawieszone są trzy dzwony: „Maria”, „Piotr” i „Edward”. Wiodą do niego 240-stopniowe schody. Prezbiterium zamknięte jest prostą ścianą z wysokim oknem witrażowym. Po zachodniej jego stronie znajduje się kaplica Miłosierdzia Bożego sklepiona kopułą, zaś po stronie wschodniej zakrystia. Fasada północna oraz szczytowe ściany prezbiterium i transeptu zwieńczono szczytami ze sterczynami uwydatniającymi wertykalne akcenty bryły. W bocznych nawach ołtarze: w lewej – marmurowo-drewniany Najśw. Serca Jezusa, w prawej – kamienny Św. Jana Chrzciciela z chrzcielnicą. Na chórze muzycznym umieszczone są 29-głosowe organy firmy "Schlag und Söhne" z 1905 roku, które w latach 2007–2008 przeszły remont generalny. Najnowszym wyposażeniem kościoła jest drewniany ołtarz Historia Zbawienia wykonany przez uczniów lubelskiego Liceum Sztuk Plastycznych im. C. K. Norwida. Jest on usytuowany w prawym ciągu arkad. Przed bramą główną kościoła znajdują się dwa drewniane krzyże, jeden z 1927 roku (po stronie lewej) i "misyjny" ustawiony w roku 2002 (po prawej). 
W maju 2011 roku, ks. kard. Stanisław Dziwisz przekazał proboszczowi parafii ks. Arkadiuszowi Paśnikowi relikwie I stopnia błogosławionego Jana Pawła II i są to jak dotąd jedyne relikwie w archidiecezji lubelskiej. Relikwie zostały umieszczone w ołtarzu w lewej nawie bocznej. Oprócz relikwii papieża Polaka, parafia posiada relikwie: św. siostry Faustyny Kowalskiej, św. Ojca Pio, św. Teresy z Lisieux oraz bł. Jana Antoniego Fariny. W lipcu 2011 rozpoczął się remont generalny wnętrza świątyni. Obecnie przeprowadzane są prace przy prezbiterium.

## AVE
Na wieży kościoła przez kilkadziesiąt lat widniał neonowy napis AVE, który wyróżniał go spośród innych obiektów sakralnych miasta i był elementem na tyle charakterystycznym, że przez mieszkańców Lublina kościół był określany (i jest tak do dzisiaj) właśnie tym mianem – AVE. Napis został na wieży umieszczony w latach 70. XX wieku i zdjęty podczas jej remontu w 2005 roku. Po remoncie już na nią nie powrócił.